# Enicospilus lacsa
Enicospilus lacsa är en stekelart som beskrevs av Ian D. Gauld 1988. Enicospilus lacsa ingår i släktet Enicospilus och familjen brokparasitsteklar. Inga underarter finns listade i Catalogue of Life.